# Cammy Bell
Cameron Bell, conosciuto come Cammy (Dumfries, 18 settembre 1986), è un ex calciatore scozzese, di ruolo portiere.

## Palmarès

### Club

#### Competizioni nazionali
- Coppa di Lega scozzese: 1

Kilmarnock: 2011-2012
- Scottish Championship: 1

Rangers: 2015-2016
- Scottish League One: 1

Rangers: 2013-2014
- Scottish Challenge Cup: 2

Rangers: 2015-2016
Dundee United: 2016-2017